# Barichneumon leucurus
Barichneumon leucurus är en stekelart som först beskrevs av Joseph Kriechbaumer 1894.  Barichneumon leucurus ingår i släktet Barichneumon och familjen brokparasitsteklar. Inga underarter finns listade.